# Tom - Un angelo in missione
Tom - Un angelo in missione (Three Wise Women) è un film per la televisione del 2010 diretto da Declan Recks.
È un film commedia statunitense a sfondo fantastico con Amy Huberman, Hugh O'Conor e John Rhys-Davies. È incentrato sulle vicende di una donna a cui un angelo custode offre una seconda possibilità permettendole di ritornare nel passato.

## Trama
Dublino, 2040: Elisabeth è una donna anziana e sola.
Dublino, 1989: Elisabeth (Beth, la stessa Elisabeth) è una bambina felice.
1999: è Natale. Elisabeth viene a sapere che il suo ragazzo, Colin, non può andare a vederla cantare quella sera stessa, giustificandosi dicendo che doveva scrivere un saggio e non aveva ancora iniziato. All'uscita dal concerto di quella sera, mentre è con Bobby (un ragazzo del coro, innamorato di Beth), vede suo padre tradire sua madre e decide di andarne a parlare a Colin, ma quando arriva a casa sua scopre che le aveva mentito e che in realtà aveva dato una festa. In lacrime, urla che non si sarebbe più innamorata.
16 anni dopo: Elisabeth è una dottoressa e sta per sposarsi (il 26 dicembre, ma conserva ancora rancore verso il padre, il quale non accetta del tutto il suo compagno, e non vorrebbe che fosse presente al matrimonio), ma è ossessionata dal lavoro e non è una donna felice. Il suo futuro marito, Peter, è il direttore generale dell'ospedale dove lavora. L'angelo custode di Bet, Tom, parla con un angelo più anziano, il quale dà una nuova possibilità a Bet di cambiare la sua vita grazie all'aiuto del suo angelo, che dovrà compiere il suo compito entro la Vigilia di Natale alle 10 di sera: dovrà ricordarle che bella persona si era prefissata di essere in passato, ma senza parlare direttamente con lei. Riesumando la Bet del passato, che prenderà il posto di una dipendente dell'ospedale permettendole di andare a trovare il fratello in Francia, e la Bet del futuro, che sarà un'infermiera dell'ospedale, Tom riesce a dissuadere Bet dall'ossessione del lavoro e farla allontanare da Peter: infatti Elisabeth farà divulgare un siero da lei scoperto senza ricevere in cambio nessun riconoscimento in denaro e, annullato il prossimo matrimonio e perdonato il padre, si riavvicinerà a Bobby.

## Produzione
Il film, diretto da Declan Recks su una sceneggiatura di Abby Ajayi con il soggetto di Cecelia Ahern, fu prodotto da Clíona Ní Bhuachalla per la Parallel Film Productions, la MNG Films e la MNG Films.

## Distribuzione
Il film fu trasmesso negli Stati Uniti il 14 dicembre 2010 con il titolo Three Wise Women sulla rete televisiva Hallmark Channel.
Alcune delle uscite internazionali sono state:
- in Francia il 5 dicembre 2011 (Trois femmes pour un destin)
- in Italia il 27 dicembre 2011 (Tom - Un angelo in missione)